# Paul Münch (Autor)

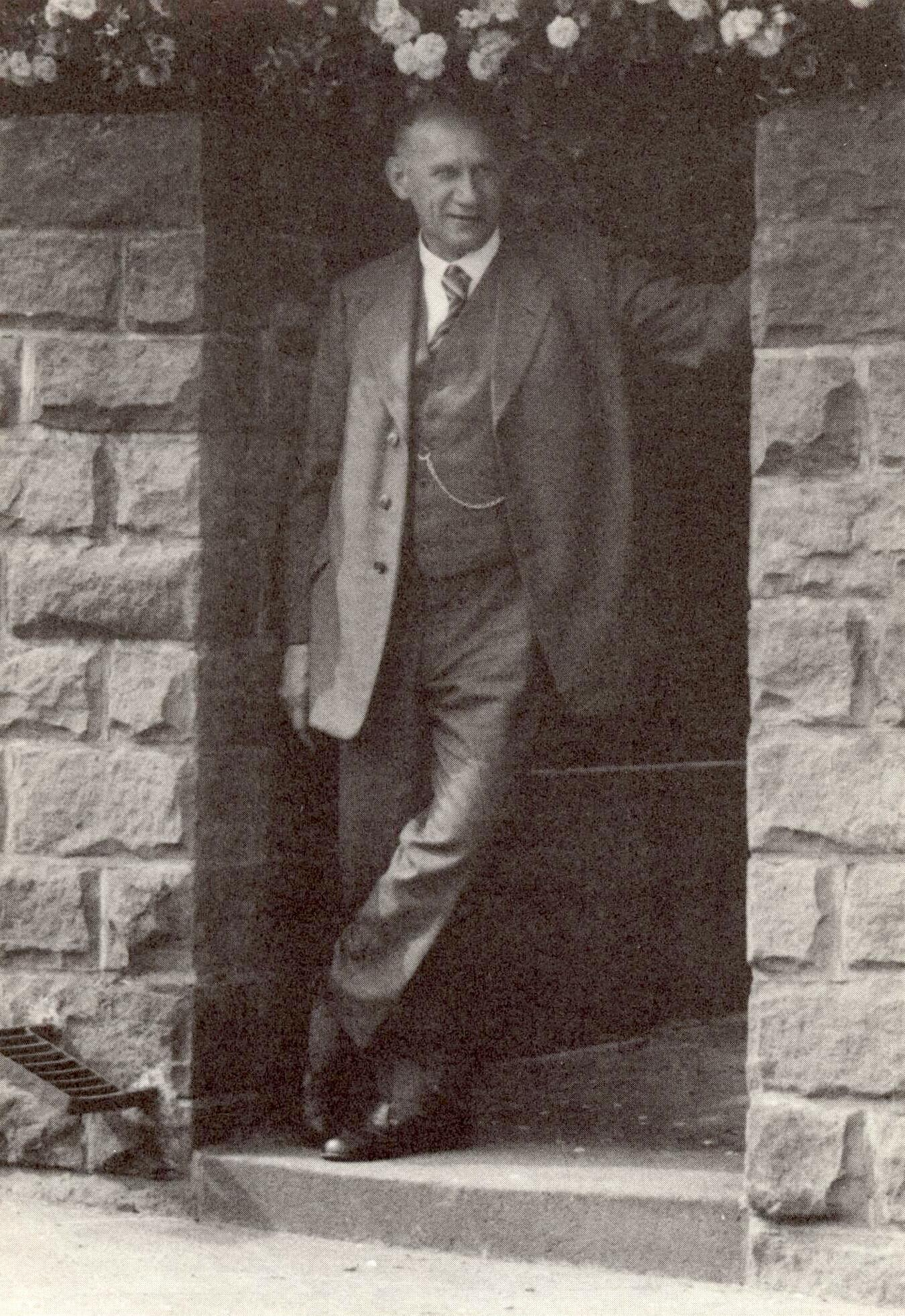
Paul Münch an seiner Haustür, ca. 1935

Paul Münch (* 10. Dezember 1879 in Ruchheim, jetzt Ludwigshafen am Rhein; † 2. Januar 1951 in Neustadt an der Weinstraße) war ein deutscher Zeichenlehrer, der als Pfälzer Mundartdichter in der gesamten Region bekannt wurde.

## Familie, Ausbildung und Beruf
Münch wurde 1879 als Sohn des evangelischen Pfarrers Philipp Münch und der gleichfalls aus einer Pfarrerfamilie stammenden Julia Magdalena Ney im vorderpfälzischen Ruchheim geboren. Sein älterer Bruder Ernst (1876–1946) wurde ein bedeutender Forstwissenschaftler; dessen Sohn war der KZ-Arzt Hans Münch (1911–2001).
Seine Kindheit verbrachte Münch in der westpfälzischen Kleinstadt Kusel, das Gymnasium besuchte er in der Südpfalz (Germersheim und Landau). Nach dem Abitur 1898 studierte er an der Kunstgewerbeschule und der Technischen Hochschule in München, wo er 1902 die Prüfung für das Höhere Lehramt ablegte.
Nach Zwischenstationen an Realschulen in Marktbreit (Unterfranken) und Weierhof (heute Bolanden im Donnersbergkreis) kam Münch im Jahr 1907 nach Kaiserslautern. Hier war er 43 Jahre lang an der Oberrealschule (dort als stellvertretender Schulleiter), am Gymnasium und an der Lehrerbildungsanstalt hauptsächlich als Kunsterzieher tätig. Vor allem bei seinen eigenen Büchern betätigte er sich auch als Illustrator. 1919 entwarf er ein schwarz-weißes Jugendstil-Weinetikett mit einem Ritter für das Weingut Hahnmühle an der Nahe, das heute noch in Gebrauch ist.
Paul Münch schrieb in einem westpfälzischen Dialekt, wie er in der Gegend um Kaiserslautern und Kusel, woher seine Eltern stammten, gesprochen wurde, bemühte sich aber um überörtliche Verständlichkeit. Vorder- oder südpfälzische Elemente sind in seiner Sprache kaum mehr feststellbar. Seinen literarischen Ruhm begründete die 1909 erstmals im Druck erschienene Pälzisch Weltgeschicht, die zum Vortrag gedacht war; 1917 erschien bereits das 25. Tausend und 1969 das 100. Tausend. Das gereimte Werk schildert 26 Episoden aus der Geschichte der Welt. Die lobenswerten Eigenschaften der Pfalz und der Pfälzer kontrastieren darin mit einer humoristisch-chauvinistischen Herabsetzung fremder Völker und Kulturen. Als Motto des Werkes dichtete er in der 1. Episode der Pälzisch Weltgeschicht:

„Un was nit in der Palz basseert, is Newesach un hat kee Wert.“

## Zeit des Nationalsozialismus
Während der Zeit des Nationalsozialismus wurden Münchs Mundartwerke ohne dessen Zutun durch die Machthaber vereinnahmt, denen nicht bekannt war, dass der Dichter und Zeichner bereits 1932, noch vor der Machtergreifung der Nazis, Karikaturen angefertigt hatte, die Adolf Hitler lächerlich machten. Eine Arbeitsgruppe von Schülern des Hohenstaufen-Gymnasiums Kaiserslautern, das aus der Oberrealschule hervorgegangen ist, untersuchte zwischen 2009 und 2011 die vermeintliche Nazi-Vergangenheit des früheren Schulrektors und Vorgesetzten Münchs. Wider Erwarten stellte sich heraus, dass Münch und sein Schulleiter, die vom gemeinsamen Studium her befreundet waren, den Lehrerkollegen Arnold Lehmann und dessen Angehörige vor dem Holocaust bewahrt hatten. Lehmann war 1936 als sogenannter „Halbjude“ aus dem Schuldienst entfernt worden und sollte 1942 ins Konzentrationslager deportiert werden. Münch, der Schulleiter und weitere Helfer versteckten die Gefährdeten bis zum Ende des Zweiten Weltkriegs in einer Kaiserslauterer Wohnung.

## Bedeutung und Ehrungen

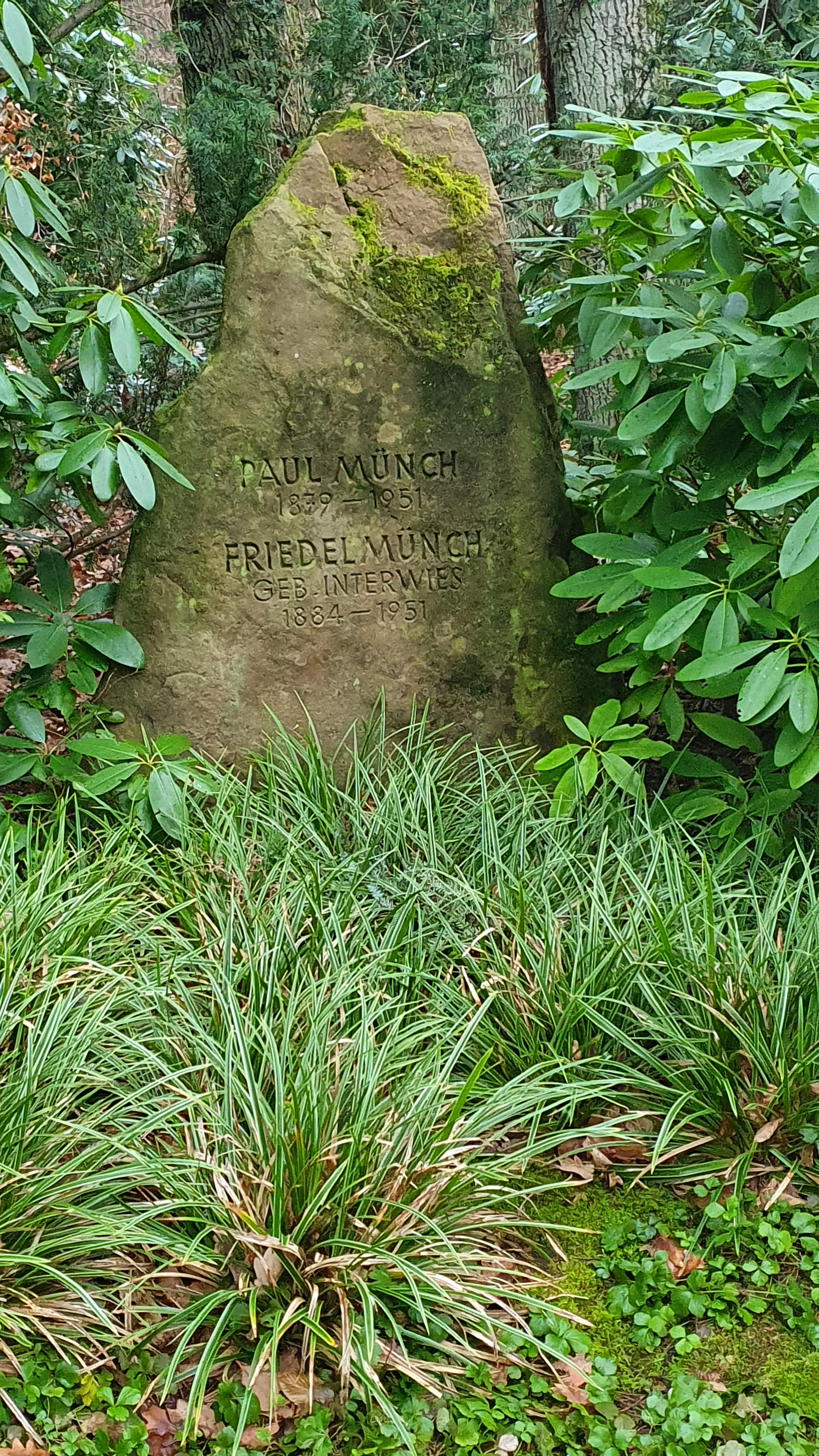
Grabstätte von Paul Münch, Waldfriedhof in Kaiserslautern

Mit seinem umfangreichen literarischen Schaffen auf dem Gebiet der Mundartdichtung wurde Münch der Pfälzer Poet schlechthin, der durch seine volkstümliche und häufig auch zeitlose Themenwahl sowie seinen gekonnten Umgang mit Sprache und Reim heute noch präsent ist.
So wurde z. B. die von Münch proklamierte „Pälzer Weltachs“ mit ihrem karikierten Bedarf an Schmierung in der Pfalz sprichwörtlich und sogar in einem Denkmal verewigt: Die bayerische Verwaltung hatte im 19. Jahrhundert (s. Geschichte der Pfalz) auf dem 459 m hohen Kleinen Roßrück im Pfälzerwald, zwischen Waldleiningen und Johanniskreuz, in einen Sandsteinblock eine pfeilerartige Landmarke setzen lassen, um die Umgebung topographisch vermessen zu können. Münch machte aus der Marke kurzerhand die Achse der Welt, indem er in der 1. Episode der Pälzisch Weltgeschicht dichtete:

„Do werd die Weltachs ingeschmeert un ufgebaßt, daß nix passeert.“

Dieses Zitat wurde später in den Steinblock eingemeißelt. Auch viele weitere literarische Schöpfungen des Dichters fanden Eingang in den pfälzischen Alltag, ohne dass die Sprecher sich bewusst sind, dass es sich um Teile von Münch-Gedichten handelt.
Nachdem Münch 1951 im Krankenhaus Hetzelstift in Neustadt an der Weinstraße verstorben war, wurde er auf dem Kaiserslauterer Waldfriedhof in einem städtischen Ehrengrab beigesetzt.
Sein Geburtsort Ruchheim hat Münch ein Denkmal aus hellem Sandstein sowie einen Brunnen gewidmet. Beim Ludwigshafener Stadtteilbrunnen wird Münch auf dem Ruchheimer Stein geehrt. In Kaiserslautern sind die Paul-Münch-Straße, die Paul-Münch-Schule und der Paul-Münch-Brunnen nach ihm benannt.

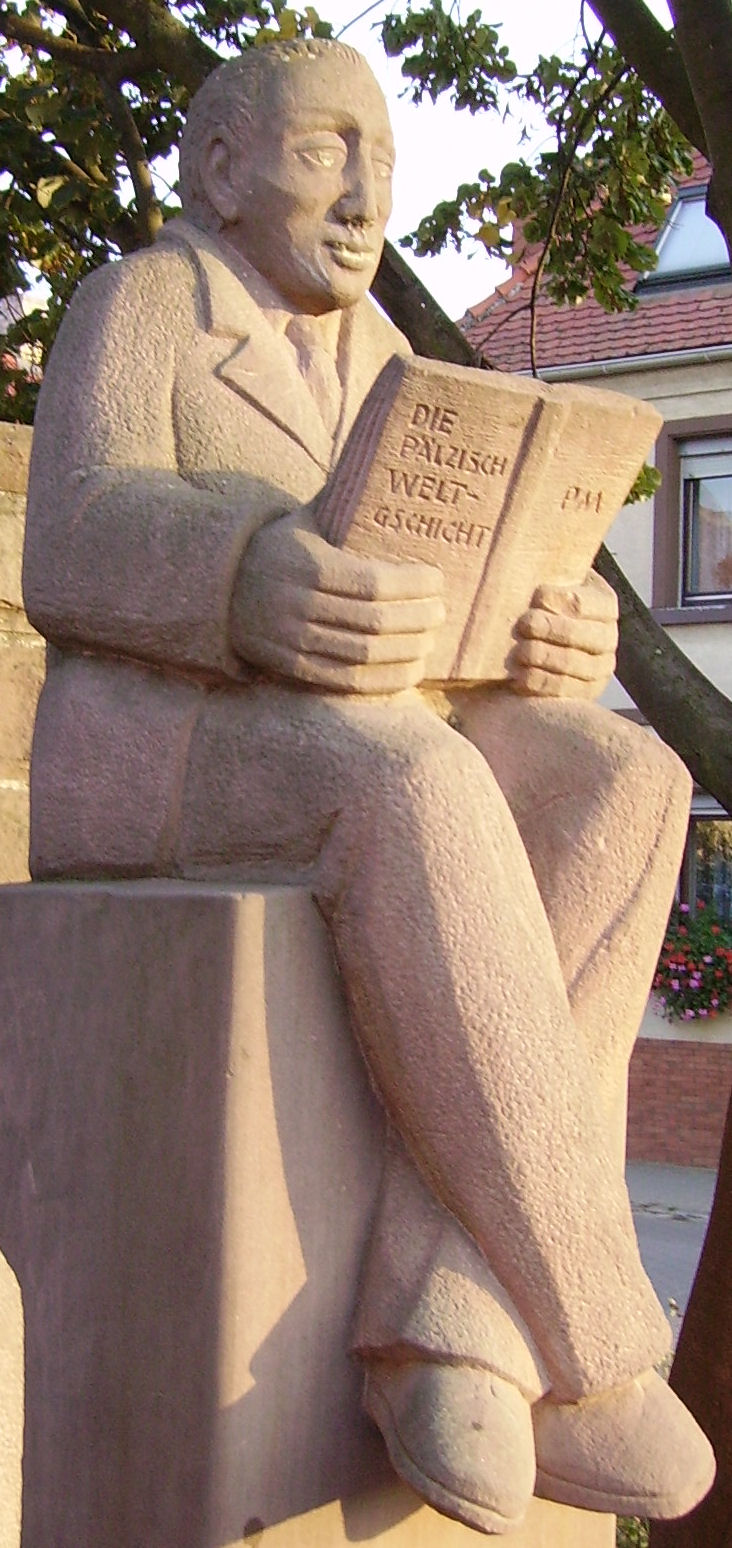
Paul-Münch-Denkmal in Ruchheim
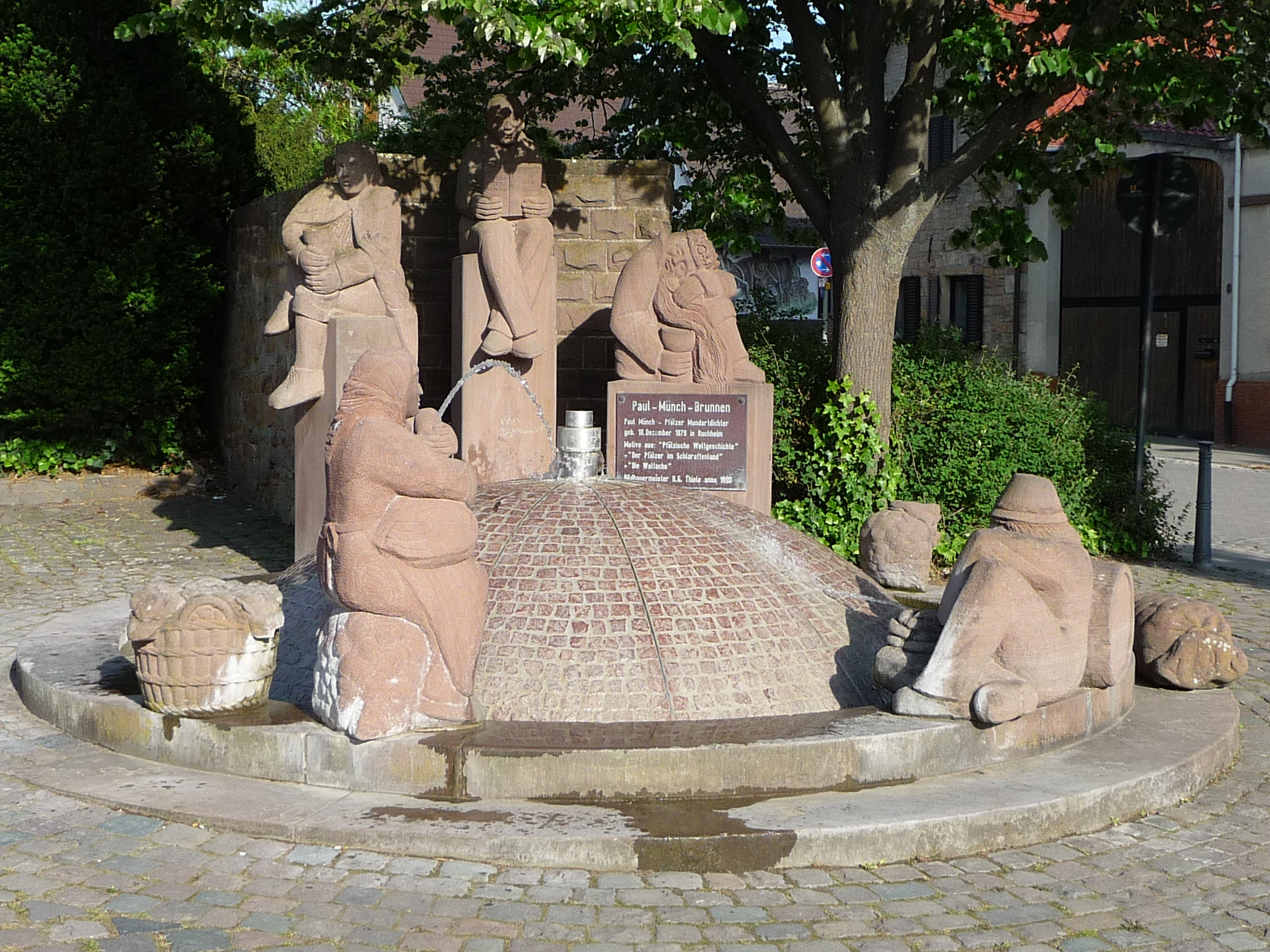
Paul-Münch-Brunnen in Ruchheim
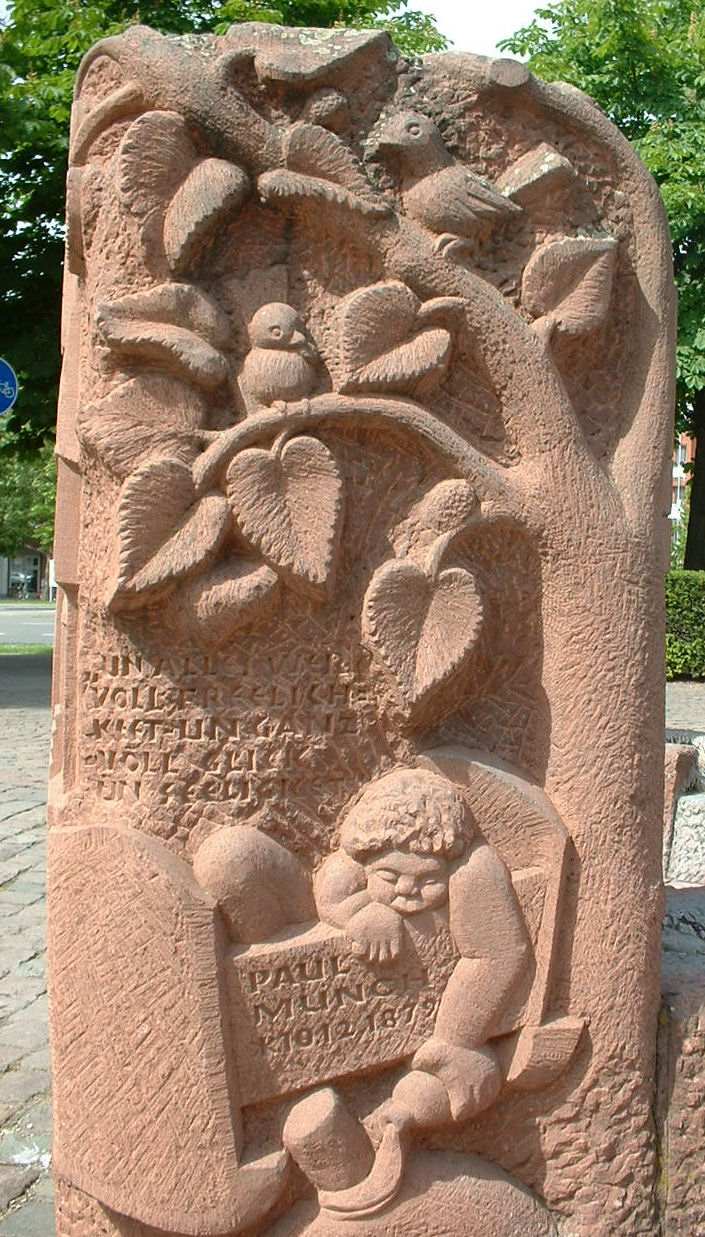
Ruchheimer Stein am Stadtteilbrunnen in Ludwigshafen
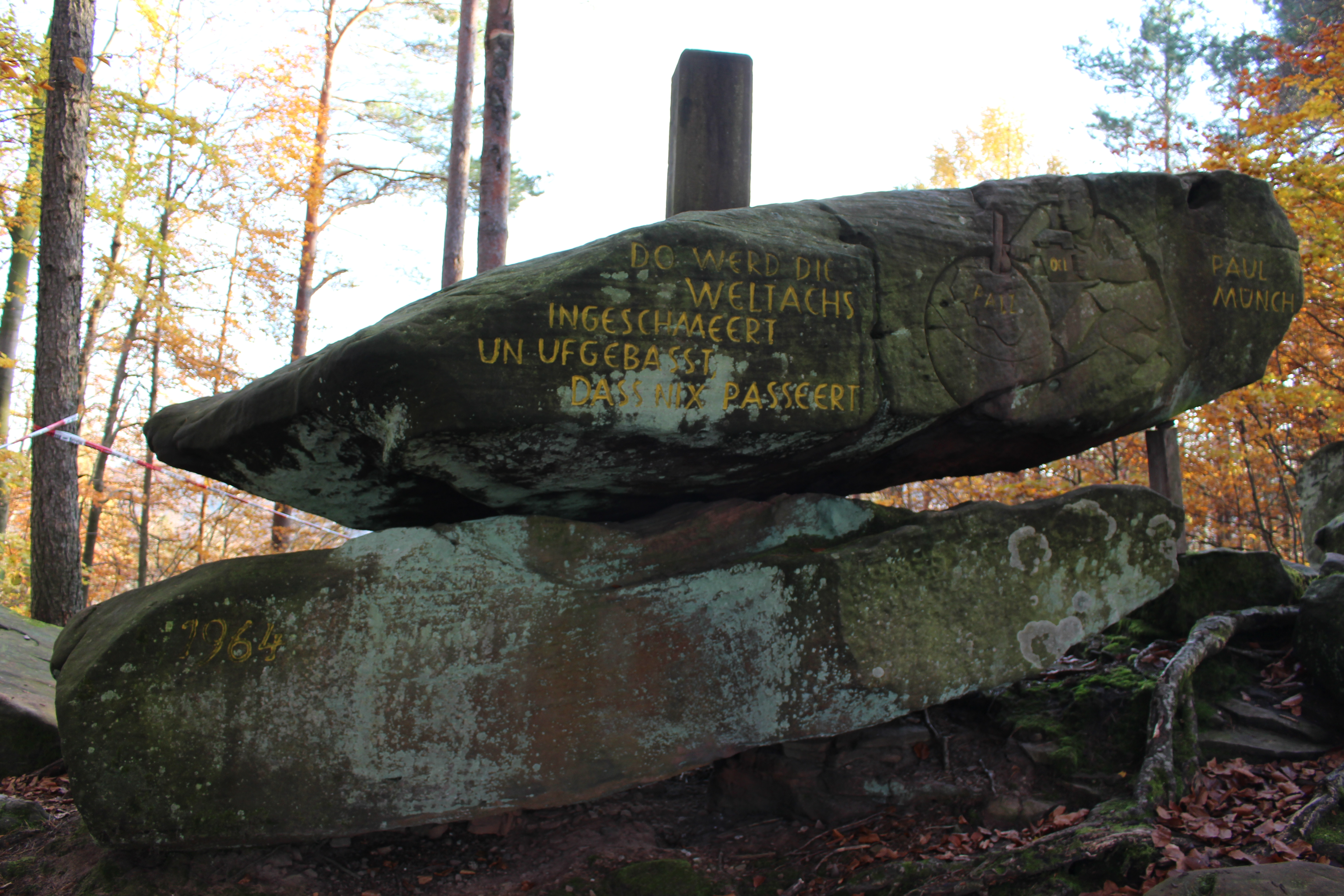
Pälzer Weltachs bei Waldleiningen, Pfalz
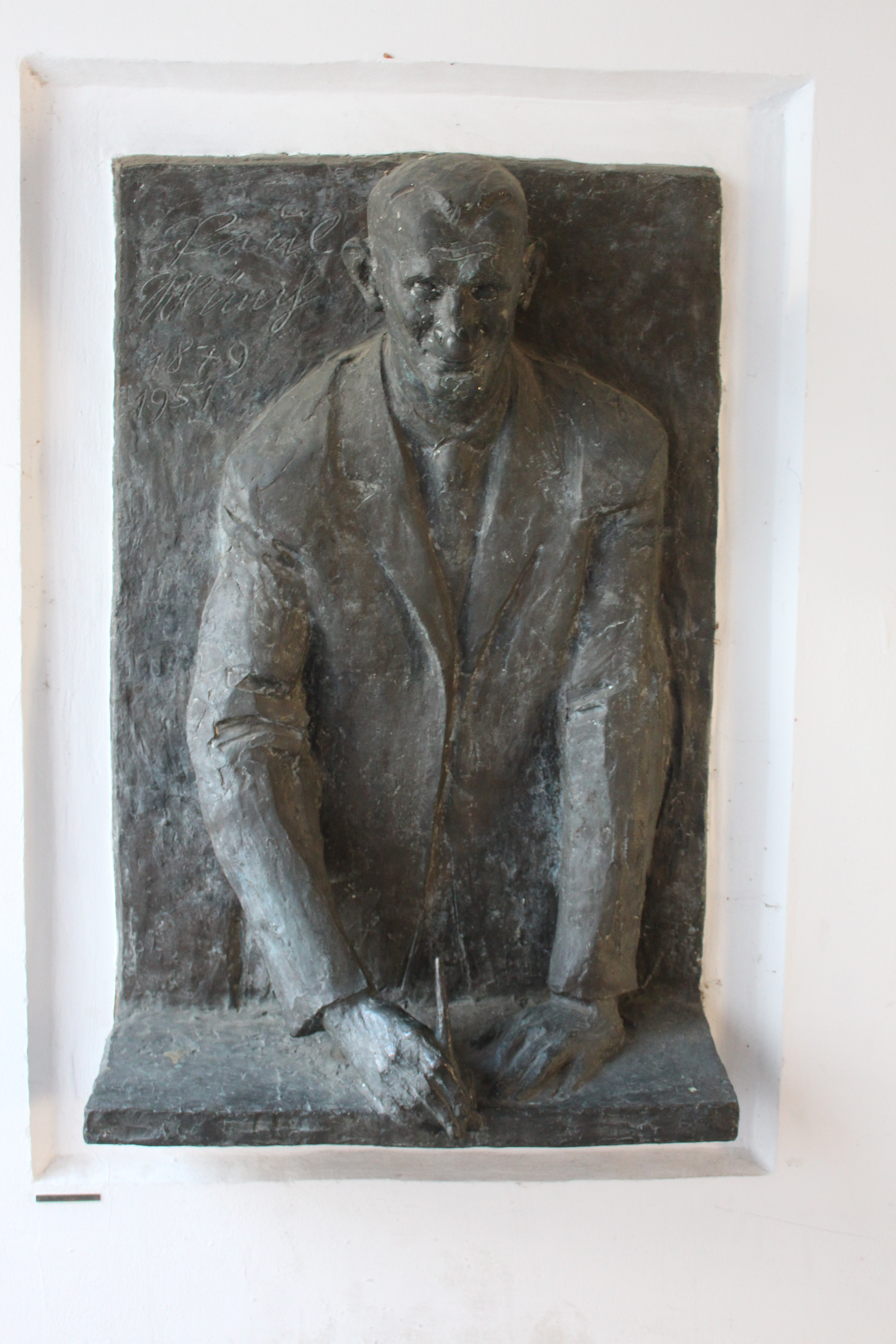
Wandrelief im Theodor-Zink-Museum Kaiserslautern

Zum 100. Geburtstag im Jahr 1979 fertigte der Bildhauer Otto Kallenbach im Auftrag des Rotary Clubs ein Wandrelief aus Bronzeguss mit dem Brustbild des Dichters, das seinen Platz im Theodor-Zink-Museum Kaiserslautern gefunden hat.

## Werke

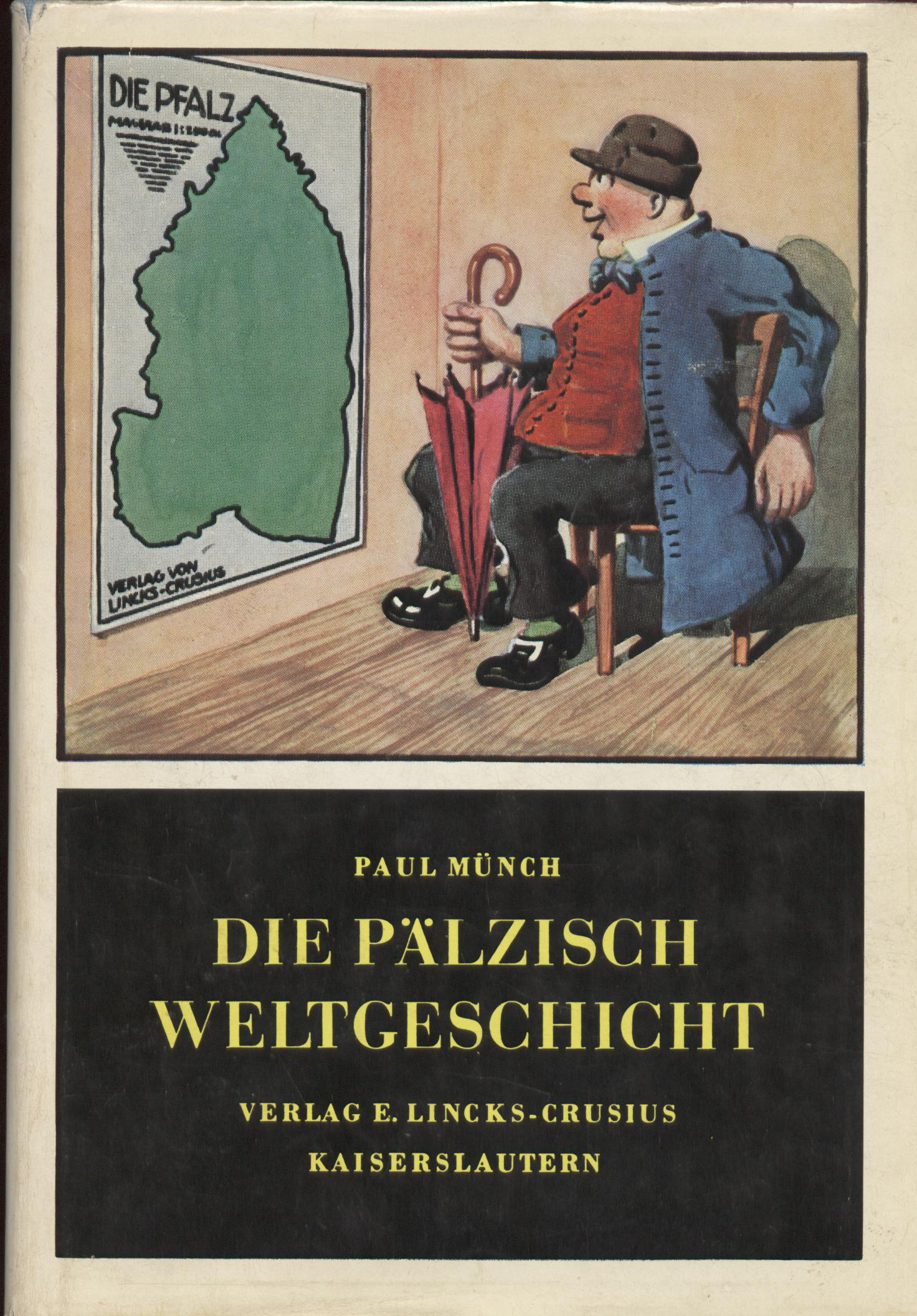
Paul Münchs bekanntestes Werk: Die Pälzisch Weltgeschicht
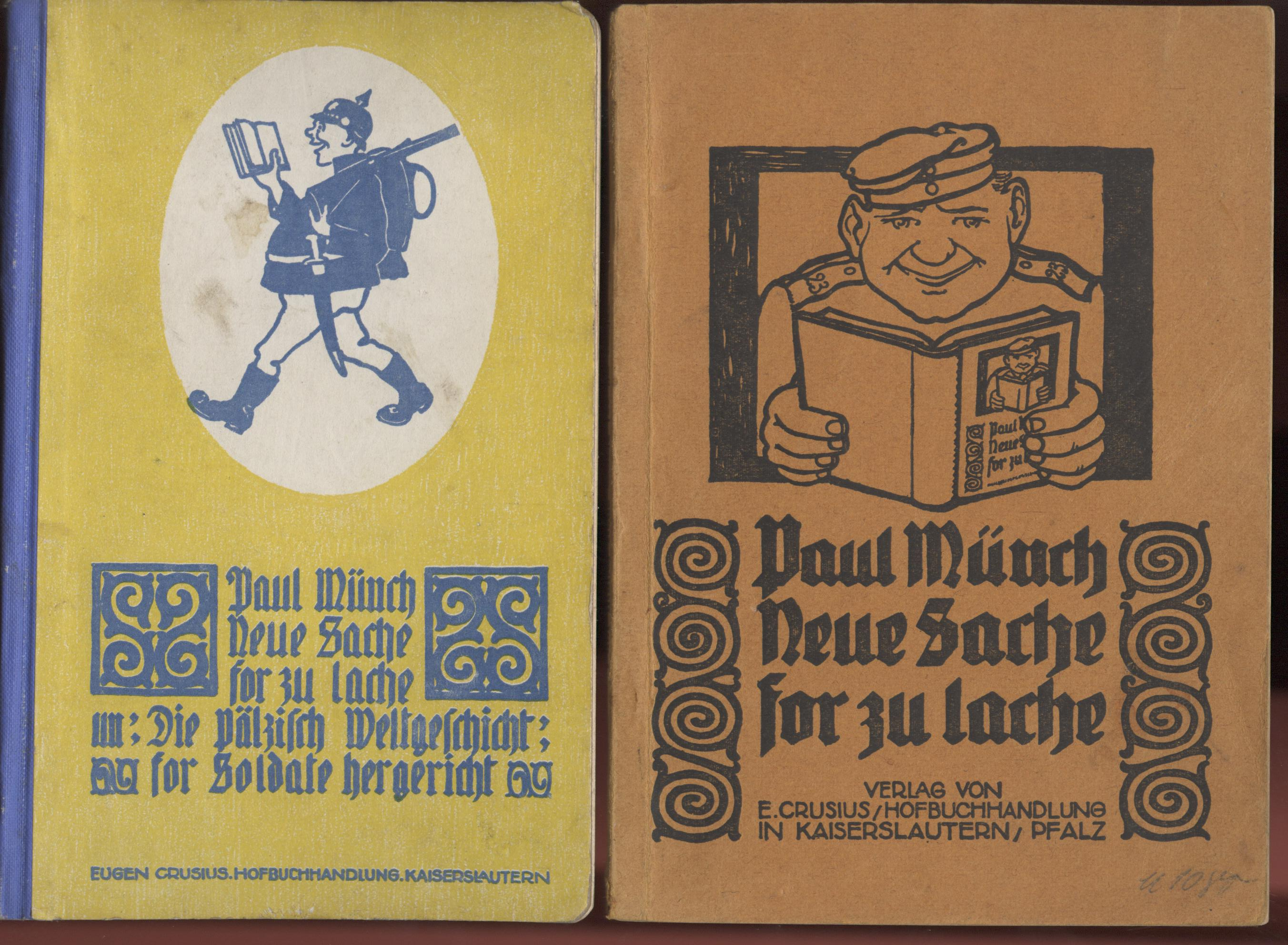
Sogenannte Schützengrabenausgaben von Paul Münchs Gedichtbänden, links 1916, rechts 1918
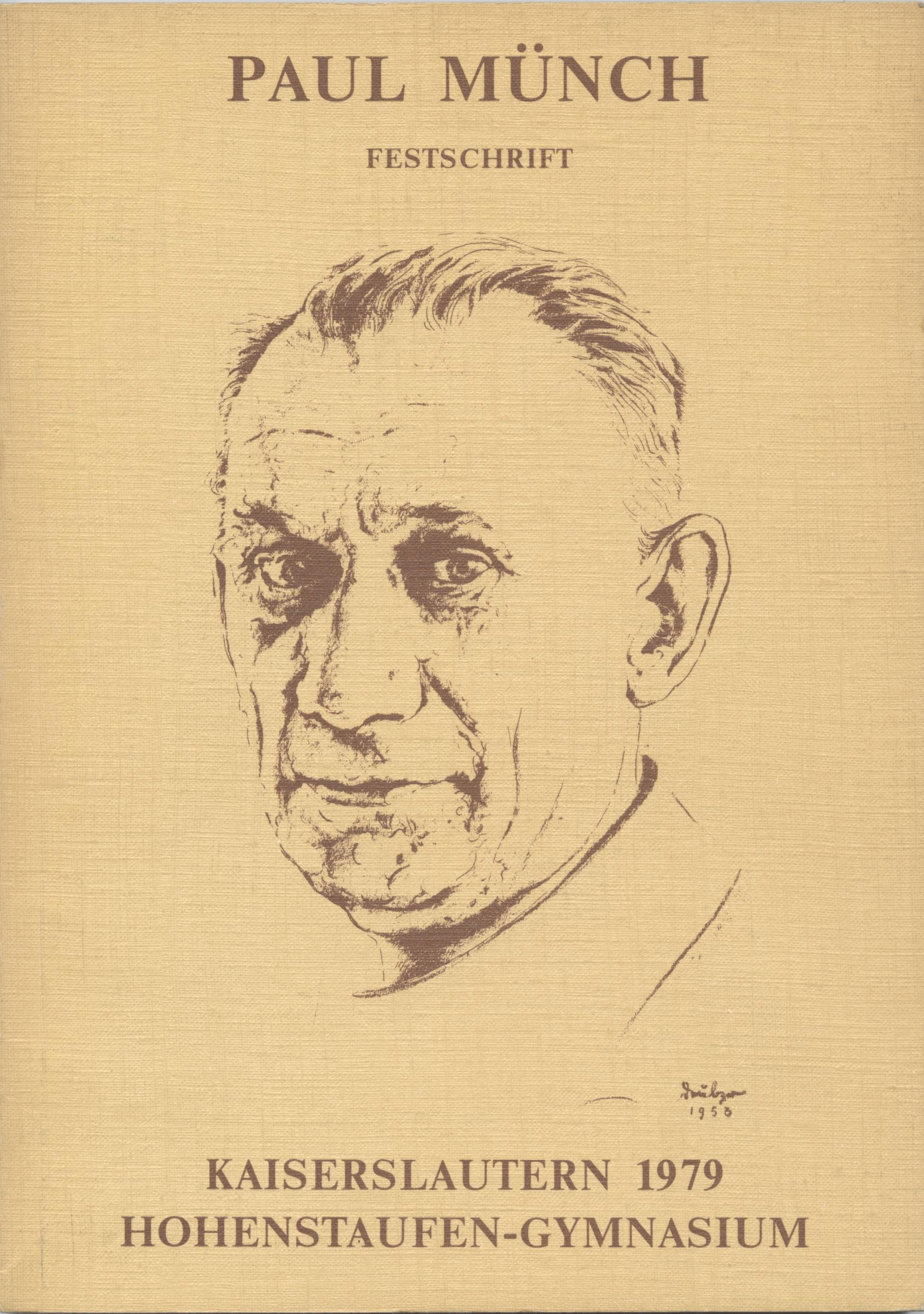
Festschrift zum 100. Geburtstag im Jahr 1979, mit einer Zeichnung des Heimatdichters auf der Titelseite

Münchs bekanntestes Werk ist Die Pälzisch Weltgeschicht. Sie wurde in der abgebildeten Aufmachung von den 1930er Jahren bis etwa 1970 vertrieben. Weitere Buchtitel bzw. Gedichte waren (Auswahl):
- Mei’ Herzerweiterung
- Trutz nit so! (Sei nicht so widerspenstig!)
- Die Derke un ihr Harem (Die Türken…)
- De Darwin un mer Pälzer
- Märzeveilche
- De Baurekrieg
- Die Gräfin Eva von Neileininge
- Die Pälzer in Amerika
- Der Untergang des Abendlandes
- Die babylonisch Sprochverwerrung
- ’s Paradies
- ’s Liselottche